# Vasco Regaleira
Vasco de Morais Palmeiro Regaleira (* 21. September 1897 in Lissabon; † 21. Mai 1968 ebenda) war ein portugiesischer Architekt in der Zeit des Estado Novo.
Er realisierte in den 1940er und 1950er Jahren zahlreiche Kirchenneubauten.

## Bauten
- Hotel de Turismo da Guarda, Guarda
- 1947: Sanatório D. Carlos I, Lissabon
- 1949/51: Biblioteca Municipal Dr. Jaime Lopes Dias, Castelo Branco
- 1951: Igreja do Santo Condestável, Lissabon
- 1951: Igreja de Nossa Senhora da Conceição, Caldas da Rainha
- 1955: Igreja de São João de Brito, Lissabon

## Bilder

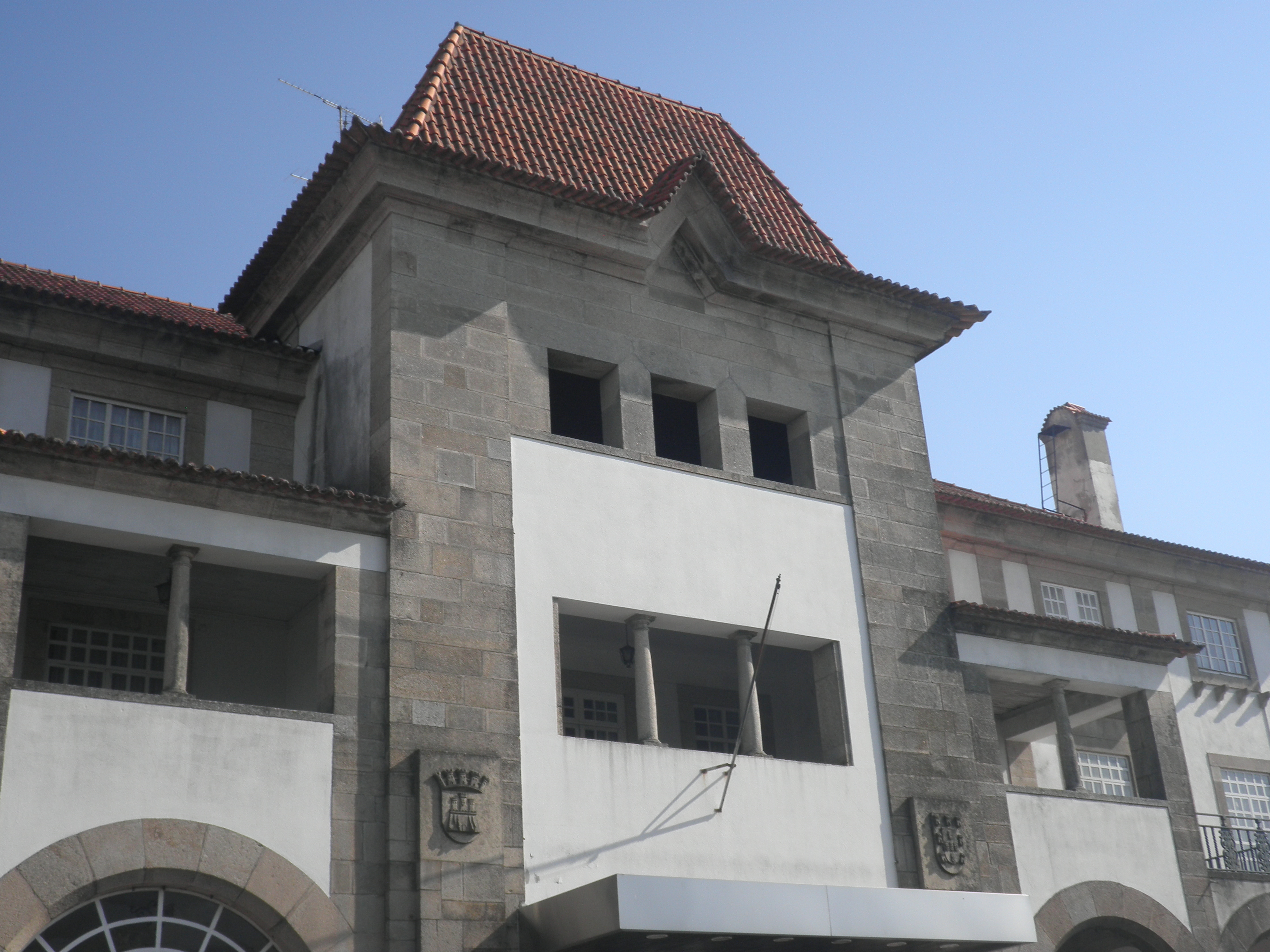
Hotel da Guarda
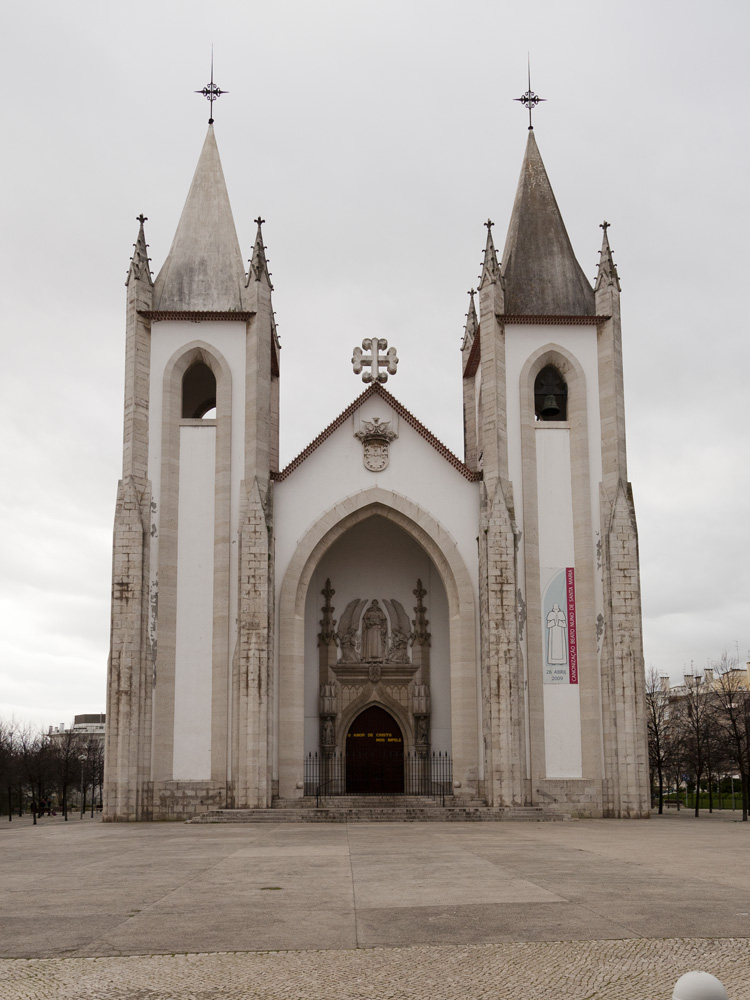
Igreja do Santo Condestável
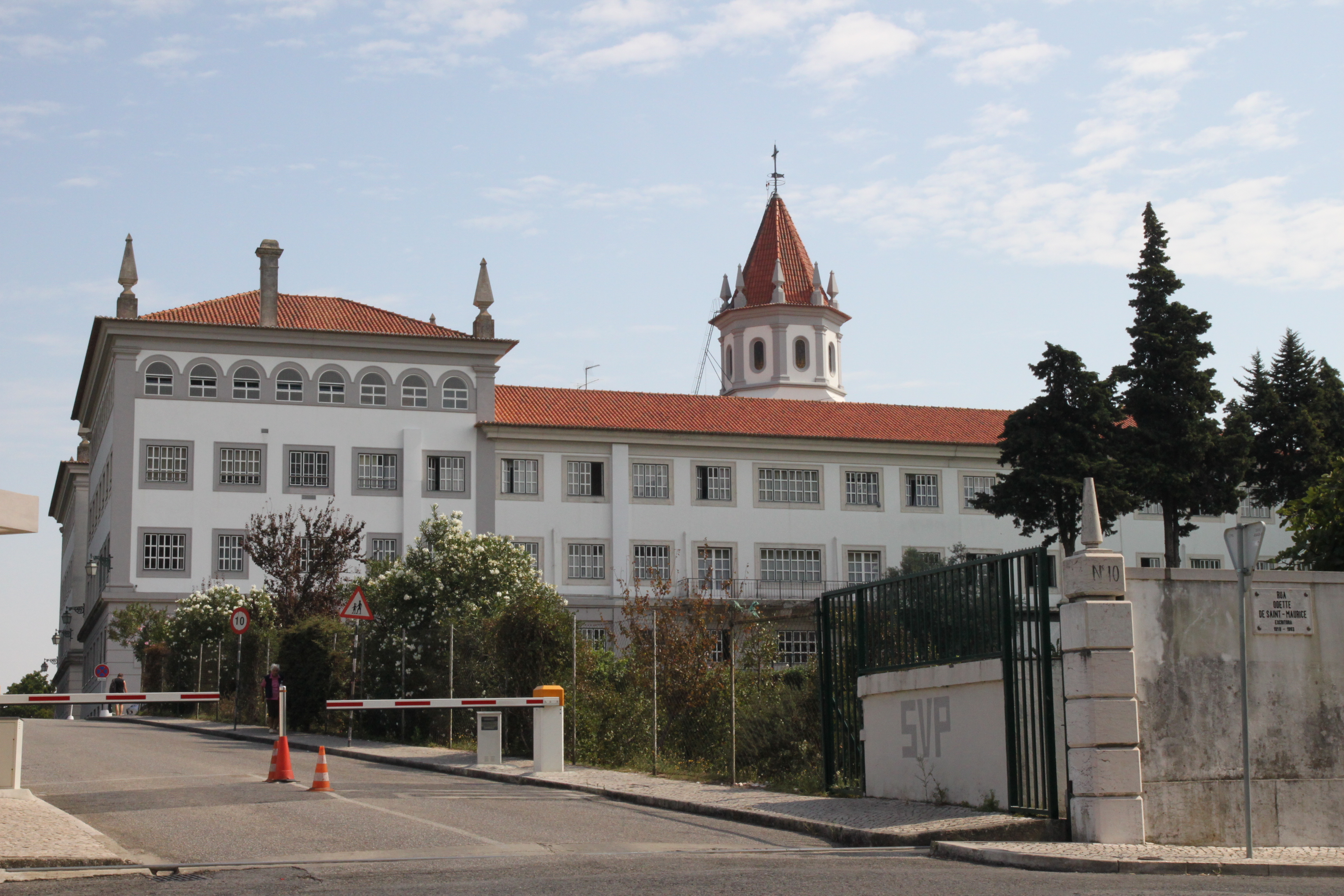
Colégio de S. Vicente de Paulo